# Banking as a Service
Banking as a service ou Bank as a Service, também conhecido pela sigla BaaS, é o fornecimento de produtos bancários (como contas correntes e cartões de crédito) a terceiros não bancários por meio de APIs. De forma resumida, trata-se de um modelo de negócio que permite a diferentes setores construírem soluções financeiras digitais, seguindo uma tendência global conhecida como “embedded finance”, ou finanças embarcadas, e tendo como pano de fundo o chamado open banking.
O termo Banking as a Service surgiu entre 2014 e 2017, na mesma tendência de conceitos como Software as a Service (SaaS) e Platform as a Service (PaaS). Estes termos referem-se a soluções que permitem ao utilizador ser cobrado apenas pelos serviços que pretende utilizar, ou simplesmente escolher os serviços (mesmo gratuitos) que pretende utilizar. As empresas recorrem a esses provedores de infraestrutura pois, além das tecnologias, elas têm as licenças regulatórias para a criação de contas digitais e estruturas de pagamentos, por exemplo.

## Descrição
Como uma rede de valor, o BaaS visa integrar perfeitamente quantos provedores de serviços forem necessários em um processo abrangente para concluir um serviço financeiro de maneira eficaz e oportuna. Isso significa que um BaaS inclui certos recursos além de fornecer um serviço financeiro. Deve haver meios para gerenciar, implantar e entregar o ambiente dos serviços. Os serviços devem, obviamente, estar em conformidade legal com as leis bancárias nas regiões onde são disponibilizados, com (pelo menos) uma entidade dentro do processo possuindo uma licença bancária. De extrema importância é a garantia de que existem mecanismos adequados para fornecer segurança, como autenticação forte e medidas adicionais para proteger informações confidenciais de acesso não autorizado durante todo o processo. Esses mecanismos de segurança devem estar em conformidade com as leis de proteção de dados das jurisdições envolvidas. Com a proliferação e aceitação do BaaS, o surgimento e o rápido crescimento de fintechs pode ser esperado. Fintech é “um negócio que visa fornecer serviços financeiros fazendo uso de software e tecnologia moderna”.

## Exemplos de provedores BaaS
As fintechs provedores BaaS no Brasil mais conhecidas são Celcoin, Matera, Zoop, Dock e S3 Bank.
1. 1 2 3  «Modelo de "banking as a service" atrai empresas». Valor Econômico. Consultado em 24 de outubro de 2022
2. ↑  «Bank as a Service: novo modelo de negócio ganha espaço no setor financeiro». prensa.li. Consultado em 24 de outubro de 2022
3. ↑  Scholten, Ulrich. «Banking-as-a-Service - what you need to know». VentureSkies. Consultado em 25 de dezembro de 2016
4. ↑  «Mais companhias 'embutem' bancos em seus negócios». Valor Econômico. Consultado em 24 de outubro de 2022
5. ↑  «Plataformas facilitam a criação de serviços bancários digitais». Valor Econômico. Consultado em 24 de outubro de 2022
6. ↑  «FinTech Definition». FinTech Weekly. Consultado em 16 de janeiro de 2017
7. ↑  ClienteSA (19 de agosto de 2022). «As potencialidades e perspectivas do Bank as a Service». Portal ClienteSA. Consultado em 24 de outubro de 2022
8. ↑  «Fintech Zoop recebe aporte de R$170 mi da Movile para expandir». ISTOÉ DINHEIRO. 30 de junho de 2021. Consultado em 24 de outubro de 2022
9. ↑  Fonseca, Mariana (6 de junho de 2022). «Nos bastidores das finanças, a brasileira Dock já vale US$ 1,5 bilhão». InfoMoney. Consultado em 24 de outubro de 2022
10. ↑  «BV investe no S3 e amplia ecossistema de serviços». Valor Econômico. Consultado em 24 de outubro de 2022

### No Mundo
O site especializado Business Insider classificou as seguintes empresas como as melhores plataformas BaaS em 2019, na categoria "provedores de serviços BaaS puros":
- Banco Bilbao Vizcaya Argentaria (BBVA)
- Green Dot
- Fidor Bank
- Starling Bank
- Solarisbank
- Bankable
- Treezor
- 11:FS Foundry
- Cambr
- ClearBank